# Герберский, Викентий Данилович
Викентий (Владислав) Данилович Герберский (Wincenty Herburt z Fulsztyna Herberski; 1785—1826) — российский медик, надворный советник, доктор медицины, ординарный профессор Виленского университета, член многих ученых обществ.

## Биография
Викентий Герберский родился в 1785 (или 1784) году. Первоначальное образование получил в Слонимской школе, а среднее и высшее — в Виленских гимназии и университете. 

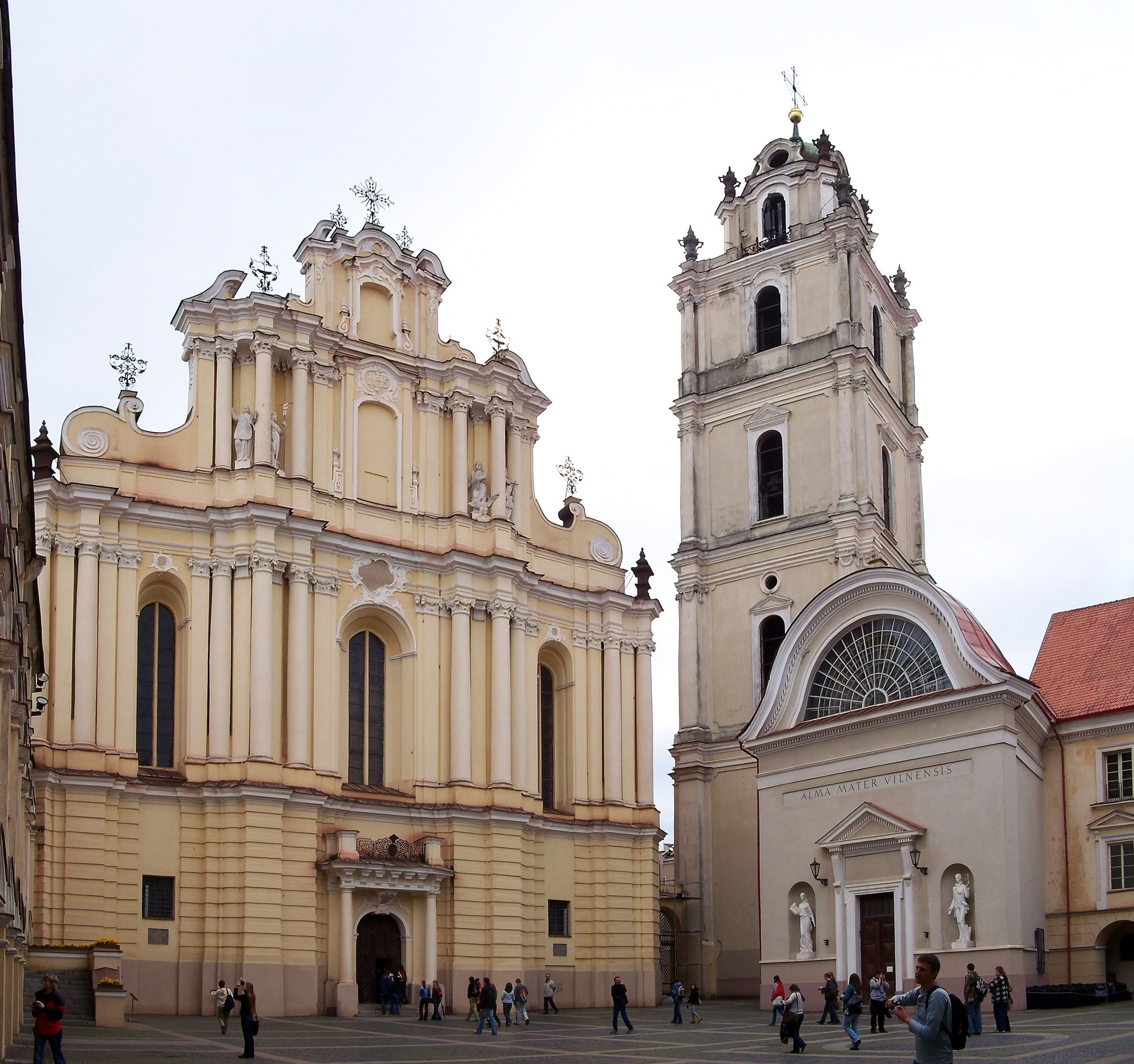
Виленский университет

5 апреля 1804 года он был послан Виленским университетом в английскую колонию в окрестностях Петербурга для изучения на практике сельского хозяйства и в Петербургский Педагогический институт на курс лекций по физике, химии и сельскому хозяйству. 
В 1806 году он возвратился в Вильну и стал изучать медицину; в 1808 году был удостоен Виленским университетом степени кандидата философии, в 1811 году — магистра медицины и в 1812 году — доктора медицины за сочинение: «Dissertatio inauguralis medicopract. de hydrope specus vertebralis etc.» (Vilnae, 1812). 
С 1813 по 1824 год Викентий Данилович Герберский был адъюнктом медицинской клиники и помощником профессора Йозефа Франка, в 1817 году стараниями последнего был отправлен за границу для изучения офтальмологии; пробыв за границей 6 лет и возвратившись в Вильну в 1823 году, он стал преподавать частную терапию и клинику. 
В январе 1824 года В. Д. Герберский был назначен экстраординарным, а в ноябре ординарным профессором по кафедре частной терапии и патологии на место профессора Франка и директором клиники по внутренним болезням. Кроме того Герберский лечил и глазные болезни. 
На публичных собраниях университета он читал доклады: «О госпиталях» и «Наука о глазных болезнях»; эти сочинения остались в рукописи. 
Викентий Данилович Герберский умер 29 ноября 1826 года.
Среди прочих наград, Герберский был кавалером ордена Святого Владимира 4-й степени.